# Harold Q. Masur
Harold Q. Masur, Hal Masur (ur. 29 stycznia 1909 w Nowym Jorku, zm. 16 września 2005 w Boca Raton) – amerykański prawnik i autor powieści kryminalnych.

## Życiorys
Ukończył studia na Wydziale Prawa Uniwersytetu Nowego Jorku (New York University School of Law) w 1934 i prowadził kancelarię adwokacką w latach 1935-1942. W czasie II wojny światowej wstąpił do USAF. Pisać, głównie literaturę z gatunku pulp fiction, zaczął w późnych latach 30. Bohaterem wielu jego powieści jest prawnik Scott Jordan.
Przez wiele lat był głównym radcą prawnym organizacji Mystery Writers of America, a w okresie 1973-1974 pełnił także funkcję jej przewodniczącego.

## Twórczość
- Bury Me Deep (1947)
- Suddenly A Corpse (1949)
- You Can't Live Forever (1951)
- So Rich, So Lovely, and So Dead (1952)
- The Big Money (1954)
- Tall, Dark & Deadly (1956)
- The Last Gamble lub Murder on Broadway lub The Last Breath (1958)
- Send Another Hearse (1960)
- The Name Is Jordan (1962) – opowiadania
- Make a Killing (1964)
- The Legacy Lenders (1967)
- The Attorney (1973)
- The Broker (1981)
- The Mourning After (1981)

## Ekranizacje
- Powieść Bury Me Deep została zekranizowana pod tytułem Watashi o fukaku umete (1963) przez japońskiego reżysera Umetsugu Inoue.
- Według scenariusza Masura powstał film telewizyjny The $2,000,000 Defense (1958), będący jednym z odcinków serialu Alfred Hitchcock przedstawia.